# Ханштеттен (объединённая община)
Ханштеттен — объединённая община в районе Рейн-Лан земли Рейнланд-Пфальц. Состоит из 10 местных общин. Управление находится в Ханштеттене.

## Члены объединённой общины
| - Бургшвальбах - Кальтенхольцхаузен - Лорхайм - Мудерсхаузен - Нецбах - Нидернайзен - Обернайзен - Флахт - Ханштеттен - Шисхайм |

## Совет объединённой общины
Совет объединённой общины Ханштеттен состоит из 24 избираемых членов и бургомистра, работающего на штатной основе в качестве председателя.
Распределение мест в Совете по итогам муниципальных выборов 7 июня 2009 года: СДПГ — 11, ХДС — 5, СвДП — 1, Партия зелёных — 2, самовыдвиженцы — 6.